# 色萼花
色萼花（学名：Chroesthes lanceolata）为爵床科色萼花属的植物。分布在越南、老挝、泰国、缅甸以及中国大陆的云南、广西等地，生长于海拔850米至1,400米的地区，一般生长在林下，目前尚未由人工引种栽培。

## 种下等级
- Chroesthes pubiflora R. Ben.